# Site Bioculturel Antrema
 (mai 2025).
La mise en forme du texte ne suit pas les recommandations de Wikipédia : il faut le « wikifier ».
Les points d'amélioration suivants sont les cas les plus fréquents :
- Les titres sont pré-formatés par le logiciel. Ils ne sont ni en capitales, ni en gras.
- Le texte ne doit pas être écrit en capitales (les noms de famille non plus), ni en gras, ni en italique, ni en « petit »…
- Le gras n'est utilisé que pour surligner le titre de l'article dans l'introduction, une seule fois.
- L'italique est rarement utilisé : mots en langue étrangère, titres d'œuvres, noms de bateaux, etc.
- Les citations ne sont pas en italique mais en corps de texte normal. Elles sont entourées par des guillemets français : « et ».
- Les listes à puces sont à éviter, des paragraphes rédigés étant largement préférés. Les tableaux sont à réserver à la présentation de données structurées (résultats, etc.).
- Les appels de note de bas de page (petits chiffres en exposant, introduits par l'outil «  Source ») sont à placer entre la fin de phrase et le point final[comme ça].
- Les liens internes (vers d'autres articles de Wikipédia) sont à choisir avec parcimonie. Créez des liens vers des articles approfondissant le sujet. Les termes génériques sans rapport avec le sujet sont à éviter, ainsi que les répétitions de liens vers un même terme.
- Les liens externes sont à placer uniquement dans une section « Liens externes », à la fin de l'article. Ces liens sont à choisir avec parcimonie suivant les règles définies. Si un lien sert de source à l'article, son insertion dans le texte est à faire par les notes de bas de page.
- La présentation des références doit suivre les conventions bibliographiques. Il est recommandé d'utiliser les modèles {{Ouvrage}}, {{Chapitre}}, {{Article}}, {{Lien web}} et/ou {{Bibliographie}}. Le mode d'édition visuel peut mettre en forme automatiquement les références.
- Insérer une infobox (cadre d'informations à droite) n'est pas obligatoire pour parachever la mise en page.

Pour une aide détaillée, merci de consulter Aide:Wikification.
Si vous pensez que ces points ont été résolus, vous pouvez retirer ce bandeau et améliorer la mise en forme d'un autre article.
 (avril 2025).

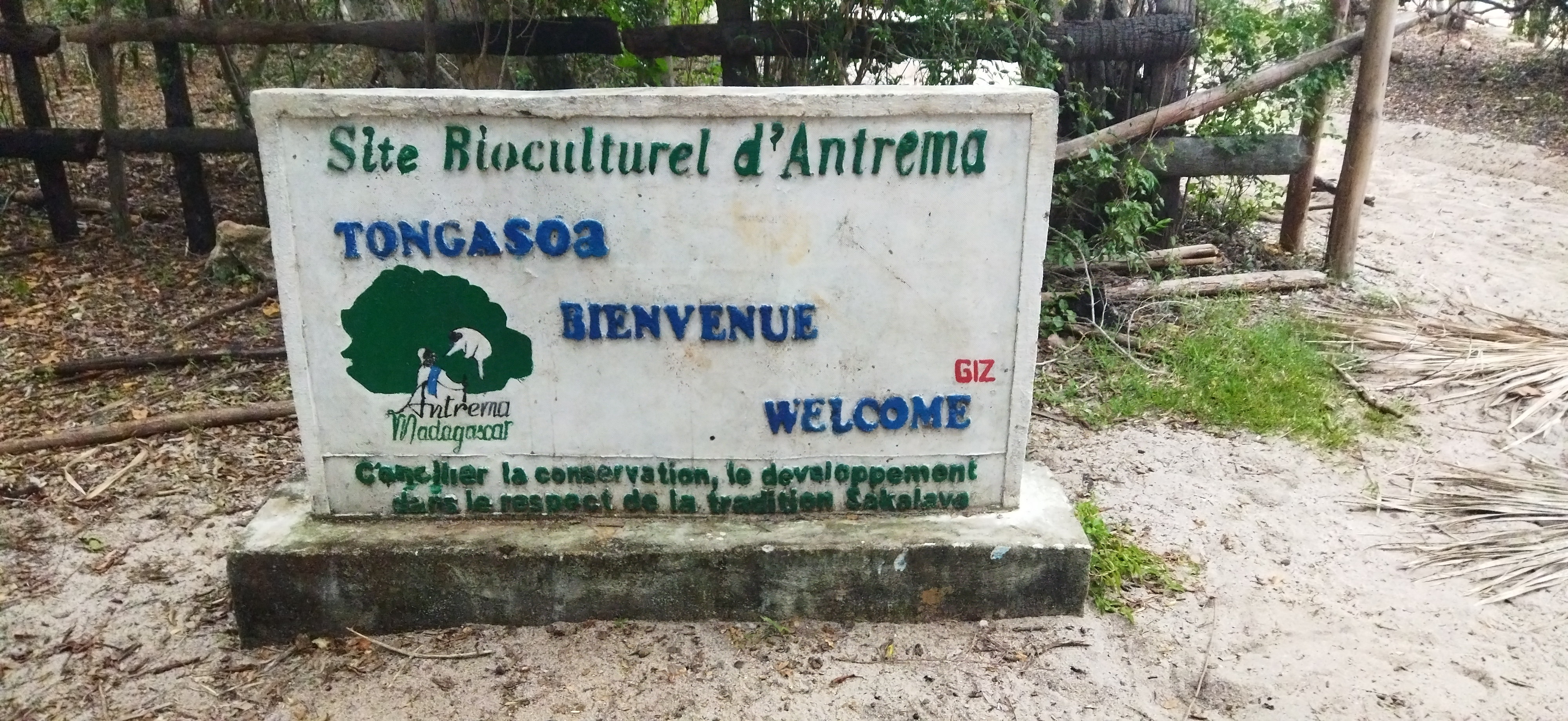
Panneau d'accueil du site bioculturel d'Antrema à Madagascar.

Le site bioculturel d’Antrema est une aire protégée située dans la région de Boeny, au nord-ouest de Madagascar, sur la côte ouest de l’île, près de la commune de Katsepy, en face de la ville de Mahajanga. Il couvre une superficie totale de 20 620 hectares, incluant environ 1 000 hectares de milieux marins.

## Statut et reconnaissance
Depuis le 2 février 2017, le site est inscrit sur la liste des zones humides d’importance internationale dans le cadre de la Convention de Ramsar (site Ramsar n°2286). Ce statut reconnaît l'importance écologique, hydrologique et culturelle du site, notamment pour la conservation de la biodiversité et des savoirs traditionnels.

## Histoire
Le site a été créé en 2000 en tant que station forestière à usage multiple. Il a évolué vers un statut d’aire protégée, officialisé en 2015. Il est cogéré depuis 1999 par le Muséum national d'histoire naturelle de Paris et l'association communautaire locale Antrema Miray (AMI).

## Écosystèmes et biodiversité
Le site présente une grande diversité d’écosystèmes :
- Forêts sèches sur dunes littorales,
- Mangroves,
- Zones marécageuses et intertidales,
- Lacs d’eau douce permanents et temporaires.

Il abrite plus de 220 espèces végétales indigènes, dont 76 % sont endémiques à Madagascar. La faune comprend cinq espèces de lémuriens endémiques, dont le Propithèque couronné (Propithecus coronatus), espèce emblématique et en danger critique d’extinction. On y trouve également 18 espèces de reptiles, trois espèces d’amphibiens et plusieurs espèces d’oiseaux d’importance régionale.

## Gestion bioculturelle
Le site est géré selon une approche bioculturelle, qui combine les connaissances scientifiques et les pratiques culturelles traditionnelles, notamment les tabous (fady) Sakalava qui régulent l’usage des ressources naturelles. Cette gestion participative est reconnue comme un modèle de gouvernance locale de la biodiversité à Madagascar.